# Sencun
Sencun (kinesiska: 森村) är en socken i östra Kina. Den ligger i She härad i staden Huangshan i provinsen Anhui, omkring 260 kilometer sydost om provinshuvudstaden Hefei. Antalet invånare är 10 991. Befolkningen består av 5 178 kvinnor och 5 813 män. Barn under 15 år utgör 13,0 %, vuxna 15-64 år 73 %, och äldre över 65 år 12,0 %.